# Baird Mountains
Die Baird Mountains sind ein Gebirgszug der Brookskette nordöstlich des Kotzebue-Sunds im Westen von Alaska. Sie erstrecken sich über knapp 200 km in ostwestlicher Richtung zwischen Noatak und Kobuk River. Im Osten grenzen sie bei Amakomanak Creek und Redstone River an die Schwatka Mountains. Im Norden des Gebirgszugs liegen Teile des Noatak National Preserves, im Osten Teile des Kobuk-Valley-Nationalparks.
Der höchste Berg des Gebirges ist der Mount Angayukaqsraq mit 1433 m.
Benannt wurde das Gebirge 1886 von Leutnant G. M. Stoney von der United States Army nach Spencer Fullerton Baird, einem US-amerikanischen Ornithologen und Ichthyologen.